# لنز ماکرو تامرون اس‌پی ای‌اف ۹۰میلی‌متر اف/۲٫۸ دی‌آی ۱:۱
لنز ماکرو تامرون اس‌پی ای‌اف ۹۰میلی‌متر اف/۲٫۸ دی‌آی ۱:۱ (به انگلیسی: Tamron SP AF 90mm f/2.8 Di 1:1 Macro) نام لنز دوربین عکاسی از نوع ثابت است که توسط شرکت تامرون تولید می‌شود. فاصلهٔ کانونی این لنز ۹۰ میلی‌متر، دیافراگم آن دارای ۹ تیغه و ضریب اف آن اف ۲٫۸ تا اف ۳۲ است. 